# Gilles de Rais
Gilles de Montmorency-Laval, baron de Rais, conte de Brienne (n. 1405 ? - d. 26 octombrie 1440) a fost un baron (membru al Casei de Montmorency) și alchimist francez. A participat la Războiul de 100 de Ani, obținând, ca urmare a realizărilor sale militare și a faptelor sale de vitejie, titlul de mareșal al Franței, a fost de asemenea companion al Ioanei d'Arc.
Baronul a fost arestat și executat în baza acuzațiilor de crime în serie, violuri, torționări și necrofilism. A fost sursa de inspirație pentru personajul de folclor „Barbă albastră”.